# Uvaria hookeri
Uvaria hookeri este o specie de plante angiosperme din genul Uvaria, familia Annonaceae, descrisă de George King. Conform Catalogue of Life specia Uvaria hookeri nu are subspecii cunoscute.